# Wixo
Wixo är en norsk bogserbåt, som byggdes 1955 som Oaxen VII av Djurgårdsvarvet i Stockholm för AB Karta & Oaxens Kalkbruk i Södertälje.
Bogserbåten såldes 1964 till Ångbåts AB Grogg i Stockholm och döptes om till Grogg. År 1973 överfördes hon till A.F. Söderströms Skeppsstuveri AB i Stockholm, och 1976 till Göteborgs Bogsering & Bärgnings AB, med namnändring till Ivar. Hon 
köptes 1984 av Dykeri & Bärgnings AB Flynken i Göteborg och döptes om till Flynken II, och från Göteborg såldes hon 1992 till Farsunds Fortöjningsselskap i Farsund i Norge och namnändrades till Farøy. 
Efter brandskador 2003 kom hon till Skånevik i Norge, där hon döptes om till Wixo.